# Rybník (district de Revúca)
Pour les articles homonymes, voir Rybník.
Rybník (allemand : Reibnitz,  hongrois : Újvásár) est un village de Slovaquie situé dans la région de Banská Bystrica.

## Histoire
La première mention écrite du village date de 1266.

## Démographie

### Évolution de la population
| Année:               | 1994. | 2004.    | 2014.   | 2024.   |
| -------------------- | ----- | -------- | ------- | ------- |
| Nombre de personnes: | 131   | 161      | 154     | 146     |
| Différence:          |       | +22,90 % | -4,34 % | -5,19 % |

| Année:               | 2023. | 2024.   |
| -------------------- | ----- | ------- |
| Nombre de personnes: | 151   | 146     |
| Différence:          |       | -3,31 % |